# Obsjtina Lukovit
Obsjtina Lukovit (bulgariska: Община Луковит) är en kommun i Bulgarien.   Den ligger i regionen Lovetj, i den centrala delen av landet, 90 km nordost om huvudstaden Sofia. Antalet invånare är 9 535. Arean är 89 kvadratkilometer.
Terrängen i Obsjtina Lukovit är platt.
Obsjtina Lukovit delas in i:
- Bezjanovo
- Belentsi
- Dermantsi
- Karlukovo
- Toros
- Petrevene
- Rumjantsevo
- Todoritjene
- glen

Följande samhällen finns i Obsjtina Lukovit:
- Lukovit
- Petrevene

Omgivningarna runt Obsjtina Lukovit är en mosaik av jordbruksmark och naturlig växtlighet. Runt Obsjtina Lukovit är det ganska glesbefolkat, med 47 invånare per kvadratkilometer.